# Zbiornik Piaseczno
Zbiornik Piaseczno – sztuczny zbiornik wodny powstały w wyrobisku po kopalni odkrywkowej rudy siarki w Piasecznie.

## Historia
Eksploatację złoża rudy siarki w Piasecznie rozpoczęto w 1956 roku. Rudę wydobywano metodą odkrywkową, a kopalnia była pierwszą kopalnią Tarnobrzeskiego Zagłębia Siarkowego, w którym odkryto w 1953 jedne z największych złóż siarki rodzimej na świecie. Eksploatację złoża rudy siarki prowadzono do końca 1971. W latach 1972–1974 wydobywano tzw. piaski baranowskie zalegające pod złożem siarki, jako surowiec do produkcji szkła w hucie w Sandomierzu. Na początku lat 80. opracowano plan rekultywacji wyrobiska poeksploatacyjnego i terenów poprzemysłowych kopalni, który zakładał rekultywację w kierunku wodno-leśnym na obszarze ok. 200 ha. W wyniku prowadzonych prac powstał zbiornik wodny o powierzchni ok. 160 ha i głębokości ok. 44 m.

## Stan obecny
Zbiornik ma charakter antropogeniczny, jest zbiornikiem poeksploatacyjnym. Po wstępnym napełnieniu wyrobiska wodami gruntowymi do głębokości ok. 32 m, dalszy napływ wód jest odprowadzany z wyrobiska do Wisły, i utrzymywane w sposób sztuczny lustro wody na poziomie od 138 m n.p.m. do 139 m n.p.m. Zabezpiecza to tereny przyległe, przed wypiętrzeniem wód gruntowych mogących spowodować lokalne podtopienia na powierzchni ok. 11 km² w gminach Łoniów i Koprzywnica. Istniejący obecnie system odwadniania wymaga stałego utrzymania przepompowni, oraz konieczność utrzymania i konserwacji kanału odprowadzającego napływające wody gruntowe do Wisły. Piętrzenie wody do planowanego poziomu 146 m n.p.m. będzie możliwe dopiero po wykonaniu systemu odwadniającego tereny zamieszkałe i rolnicze, zagrożone podtopieniem.
Z powodu wynikłych problemów geologicznych m.in. bliskość Jeziora Tarnobrzeskiego, osuwiska i sporów kompetencyjnych, prowadzona jest nadal rekultywacja terenu i budowa zbiornika przeznaczonego na cele rekreacyjne. Prace w imieniu Skarbu Państwa realizuje Kopalnia Siarki Machów S.A. w likwidacji w Tarnobrzegu. Zakończenie budowy jest zaplanowane na koniec 2027.

## Osuwisko
11 maja 2011 podczas budowy zbiornika, osunęła się formowana zachodnia skarpa. Około miliona metrów sześciennych ziemi spłynęło do zbiornika, spychając i zasypując dwie z sześciu pracujących na skarpie spycharek i operatora jednej z nich. Maszyn i ciała operatora, pomimo poszukiwań nie odnaleziono. Śmierć górnika upamiętnia kamienna tablica postawiona obok wyrobiska.